# 頼 (姓)
頼（らい）は、漢姓の一つ。

## 中国
頼（らい）は、中華圏の姓。『百家姓』の276番目。
2020年の中華人民共和国の統計では人数順の上位100姓に入っていないが、台湾の2018年の統計では19番目に多い姓で、311,106人がいる。特に屏東県佳冬郷下埔頭は住民の9割が頼姓であり、後に頼家村に改称された。

### 由来
通常は周代に存在した諸侯国（頼）の名に由来するとされる。

### 著名な人物
- 頼恭 - 後漢末から蜀漢の政治家。
- 頼布衣（中国語版） - 宋の人と言われる、半ば伝説的な風水家。
- 頼文光 - 太平天国の指導者の一人。
- 頼文鴻 - 太平天国の指導者の一人。
- 頼漢英 - 太平天国の指導者の一人。
- 頼裕新 - 太平天国の指導者の一人。
- 頼昌星 - 中華人民共和国の実業家。
- 頼国鈞 - 中華人民共和国の野球選手。
- 頼清徳 - 台湾の政治家。
- 頼声川 - 台湾の劇作家、映画監督。
- 頼明珠 - 台湾の翻訳家。
- 頼薇如 - 台湾の女優。
- 頼雅妍 - 台湾の女優、歌手、モデル。
- 頼有賢 - 台湾の漫画家。
- 頼聖蓉 - 台湾のソフトボール選手。

## 朝鮮
頼（ノェ、ロェ）は、朝鮮人の姓の一つである。

### 氏族
昔の文献には記録があったが、公式には1960年度国勢調査で初めて発見された。

### 人口と割合
1960年度の国勢調査当時、京畿道に1人、忠清北道に4人、計5人がいた。
| 年度   | 人口 | 世帯数 | 順位         | 割合 |
| ------ | ---- | ------ | ------------ | ---- |
| 1960年 | 5人  |        | 258姓中246位 |      |
| 1985年 |      |        | 274姓中268位 |      |
| 2000年 |      |        |              |      |

## 日本
頼（らい、より）は、日本の姓。
学者の家として有名な安芸の頼氏は屋号の頼兼屋に由来する。

### 著名な人物
（らい）
- 頼春水 - 江戸時代の儒学者。
- 頼梅颸 - 江戸時代の歌人。頼春水の妻。
- 頼春風 - 江戸時代の儒医。頼春水の弟。
- 頼杏坪 - 江戸時代の儒学者。頼春風の弟。
- 頼山陽 - 江戸時代の歴史家、思想家、文人。頼春水の子。
- 頼采真 - 江戸時代の武士。頼杏坪の子。
- 頼聿庵 - 江戸時代の儒学者。頼山陽の長男。
- 頼三樹三郎 - 江戸時代の儒学者。頼山陽の三男。
- 頼桃三郎 - 国文学者。頼春風の子孫。
- 頼惟勤 - 中国文学者。頼聿庵の子孫。

（より）
- 頼平 - 農学者。
- 頼誠 - 会計学者。